# Renault 5
Renault 5 (также R5) — автомобиль класса супермини, выпускавшийся Renault с 1972 по 1996 год. В странах Северной Америки автомобиль продавался под торговой маркой Le Car с 1976 по 1986 год. Всего выпущено почти 5,3 млн экземпляров.

## Первое поколение
Renault 5 был впервые продемонстрирован 10 декабря 1971 года и затем запущен в серийное производство в следующем году.
Renault 5 разработан дизайнером Мишелем Буйе (фр. Michel Boué), умершим до начала производства. R5 выделялась благодаря кузову хетчбэк со «скошенными» задней частью и передней панелью. Буйе предлагал использовать «длинные» задние фонари от бампера до крыши по всей длине задней части автомобиля. В то время они не нашли применения и появились гораздо позже на автомобилях Fiat Punto и Volvo 850 Estate/Wagon, а R5 получил стандартные фонари.
R5 заимствовал механику Renault 4 — продольно расположенный двигатель с коробкой передач перед ним, торсионную подвеску. Двигатели OHV устанавливались от моделей 4, 8 и 16 рабочим объёмом от 850 до 1400 см³.
На первых R5 рычаг управления коробкой передач находился на торпедо и позднее переместился на пол. Дверные ручки представляли собой небольшие вырезы в дверях и боковых стойках. R5 стал одним из первых автомобилей с пластиковыми бамперами.
Двигатель располагался в переднем отсеке таким образом, что в нём оставалось место для запасного колеса, что позволило высвободить дополнительное пространство для пассажиров и багажа. Салон был достаточно просторен по сравнению с прочими подобными европейскими автомобилями. Коэффициент лобового сопротивления у Renault 5 составлял всего 0,37, в то время, как у большинства европейских автомобилей около 0,45.
Существовала также версия 4-дверного седана, получившего индекс Renault 7 и производившегося FASA-Renault в Испании. Также, как и Mini, Renault 5 имел статус культового авто.

### Renault 5 Alpine/Gordini
Выпущенный в 1976 году, Renault 5 Alpine стал одним из первых «горячих хетчбэков» наряду с Volkswagen Golf GTI. В Великобритании автомобиль продавался под индексом Renault 5 Gordini, поскольку торговая марка «Alpine» принадлежала фирме Sunbeam, использовавшем её для автомобилей Talbot Alpine. Использование Gordini связывалось с Амеди Гордини (Amédée Gordini), французским тюнером автомобилей, поддерживавшем тесные связи с Renault, в частности, построившего спортивную версию Renault 8.
Двигатель OHV объёмом 1,4 л (1397 см³) вместе с 5-ступенчатой МКПП основывался на двигателе Renault Sierra, но с полусферическими камерами сгорания и поперечно расположенными головками цилиндров развивал мощность 93 л. с. (68 кВт), вдвое больше, чем стандартный мотор Renault 5 рабочим объёмом 1,1 л. Alpine имел специальные литые колёсные диски, передние противотуманные фары и усиленную торсионную подвеску. Результаты теста, проведённого британским журналом Motor показали разгон до максимальной скорости 168,5 км/ч за 9,7 секунд.

### Renault 5 Alpine Turbo/Gordini Turbo
Renault 5 Alpine Turbo/Gordini Turbo с турбонаддувом был запущен в 1982 году как преемник Alpine. В Великобритании автомобили по-прежнему называется Gordini. Журнал Motor провёл испытания и хотя была хорошо оценена высокая производительность (максимальная скорость 200 км/ч с разгоном до 100 км/ч за 7,8 секунды), автомобиль критиковался за высокую цену, превышавшую стоимость Ford Escort XR3 более чем в два раза.
Двигатель 1,4 л (1397 см³) был аналогичен Alpine, но имел турбокомпрессор Garrett T3, повысивший мощность до 110 л. с. (82 кВт). Выпуск продолжался до 1984 года, когда Alpine Turbo сменила модель второго поколения Renault 5 GT Turbo в 1985 году.
Всего, R5AT было выпущено порядка 20 тысяч штук. Многие из них активно использовались в кольцевых и раллийный гонках, в автокроссе, проводились монокубки Renault 5 Alpine Turbo.

### Renault 5 Turbo
Заднеприводный Renault 5 Turbo не следует путать с переднеприводными версиями Alpine Turbo, Gordini Turbo, GT Turbo. Он имел установленный позади водителя мощный двигатель с турбонаддувом и являлся раллийным «горячим хетчбэком». Renault 5 Turbo имел несколько модификаций, самой мощной из которых является Renault 5 Maxi Turbo.

### Renault Le Car
Североамериканский Renault 5 дебютировал в 1976 году под индексом Le Car. Дилером являлась American Motors (AMC), рекламировавшая его вместе с такими малолитражными переднеприводными машинами, как Honda Civic и Volkswagen Rabbit. Он описывался как «французский кролик» («French Rabbit»), который «не имел выдающегося стиля, но зато был практичен».
Рекламное агентство AMC всячески подчёркивало, что это самый продаваемый автомобиль в Европе, приводя в пример миллионы довольных владельцев. Он не получил такого немедленного успеха на рынке США, но высоко оценивался в классе «суперэкономичных» машин за свою комфортабельность, плавный ход, экономичность (расход топлива 6,7 л на 100 км на шоссе и 8,4 на 100 км в городе) и отлаженный двигатель.
Американская версия имела двигатель объёмом 1397 см³ мощностью 55 л. с. (41 кВт). В 1977 году она доминировала в Sports Car Club of America в классе «Showroom Stock Class C».
Автомобили Le Car поставлялись с кузовом 3-дверный хетчбэк в 1976—1980 годах. Начиная с 1980 модельного года, были обновлены передний бампер и решётка радиатора, а также прямоугольные фары. В 1981 модельном году добавилась также вариация с кузовом 5-дверный хетчбэк. Импорт продолжался до 1983 года, когда на заводе в Кеноше, штат Висконсин стали собирать новый Renault 11.
По меньшей мере один муниципалитет США — Ла Коннер, Вашингтонского полицейского департамента, приобрёл три Le Car для своего парка автомобилей. Renault не преминул воспользоваться этим и начал рекламировать Le Car как многофункциональную машину.

### Хронология
- Январь 1972 года — начинается производство Renault 5 в модификациях L и TL. Обе модели имели складывающееся заднее сидение, серые пластиковые бамперы, форточки на передних окнах и рычаг переключения передач на приборной панели. TL имела зеркало заднего вида с пассажирской стороны, три пепельницы (по одной в каждом дверном подлокотнике и сзади), два раздельных передних сидения.
- 1973 год — рычаг переключения передач перемещается из приборной панели на пол. TL-версия получает обогрев заднего стекла.
- 1974 год — введение R5 LS, отличавшейся от R5 TL разными колёсами, фарами H4, ковровым покрытием задней полки и перед передними сидениями, электрическими стеклоочистителями ветрового стекла, электронным тахометром, суточным счётчиком, двухскоростной вентиляционной системой, подсвечивающийся пепельницей с прикуривателем.
- Март 1975 года — R5 LS переименован в R5 TS. Она имела все черты предыдущий LS, а также новые передние сидения с интегрированными подголовниками, чёрные бамперы, передний спойлер, задний стеклоочиститель, часы и лампу заднего хода.
- Февраль 1976 года — введение R5 Alpine с мотором 1397 см³ с полусферической камерой сгорания, высокой степенью сжатия и 5-ступенчатой МКПП. R5 GTL также введена в 1976 году с двигателем объёмом 1289 см³ от R5 TS (со сниженной мощностью 42 л/с) и имела некоторое оборудование от R5 TL — боковые защитные полосы, колёсные диски, фонарь заднего хода, прикуриватель, электрические стеклоподъёмники.
- 1977 год — R5 L получает новый двигатель объёмом 845 см³.
- 1978 год — введение R5 Automatic, похожего на R5 GTL, но с двигателем 1289 см³ (55 л. с.), 3-ступенчатой АКПП, виниловой крышей и передними сидениями от TS.
- 1980 год — введение 5-дверных TL, GTL и Automatic.
- 1982 год — введение R5 TX и «горячего хетчбэка» R5 Alpine Turbo с турбиной Garrett T3 Turbo, новыми легкосплавными дисками, более жёсткой подвеской и дисковыми тормозами на всех колёсах.

### Двигатели
- B1B — 0,8 л (845 см³) рядный 4-цилиндровый; 36 л. с. (26 кВт); максимальная скорость: 120 км/ч
- C1C (689) — 1,0 л (956 см³) рядный 4-цилиндровый; 42 л. с. (31 кВт); максимальная скорость: 130 км/ч
- C1E (688) — 1,1 л (1108 см³) рядный 4-цилиндровый; 45 л. с. (33 кВт); максимальная скорость: 135 км/ч; 0-100 км/ч: 13,8 сек
- 810 — 1,3 л (1289 см³) рядный 4-цилиндровый; 55 л. с. (40 кВт); максимальная скорость: 140 км/ч (АКПП)
- 810 — 1,3 л (1289 см³) рядный 4-цилиндровый; 64 л. с. (47 кВт); максимальная скорость: 151 км/ч
- C1J (847) — 1,4 л (1397 см³) рядный 4-цилиндровый; 63 л. с. (46 кВт); максимальная скорость: 142 км/ч (АКПП)
- C3J — 1,4 л (1397 см³) с турбонаддувом, рядный 4-цилиндровый; 110 л. с. (81 кВт); максимальная скорость: 185 км/ч; 0-100 км/ч: 9,1 сек

### Автоспорт
Renault 5 Alpine получила подготовку по Группе 2 и спортсмены на ней активно участвовали в различных видах автогонок, порой очень успешно. Например, во время престижного Ралли Монте-Карло 1978 года экипажи, выступавшие на этой модели заняли второе и третье призовые места, несмотря на ощутимую конкуренцию со стороны Fiat и Lancia. Плюс Жан Раньотти ещё дважды становился призёром других этапов чемпионата мира по ралли: третьим в Ралли Кот-д’Ивуара 1978 и вторым на Ралли Корсики 1979.
В 1978 году Renault выставила на раллийные трассы более быструю среднемоторную модель Renault 5 Turbo, подготовленную по Группе 4, с продольно расположенным турбодвигателем и задним приводом, внешне похожую на обычную переднеприводную дорожную версию. Управляя ей Раньотти, смог выиграть ралли Монте-Карло в 1981 году и Ралли Корсики в 1982 году. Вскоре моноприводному R5 турбо пришлось столкнуться с конкуренцией в виде новых полноприводных автомобилей Группы B. Высокие результаты стали даваться сложнее, тем не менее, Раньотти в 1985 году снова смог выиграть на Корсике, на модели Renault R5 Maxi Turbo, подготовленной по Группе B, но всё также с задним ведущим приводом. А четвёртую и последнюю победу в чемпионате мира по ралли модели первого поколения принёс португалец Жоаким Моутинью на ралли Португалии 1986 года (он стартовал на версии Renault 5 Turbo).

### Производство в Иране
Оригинальные Renault 5 выпускались в Иране SAIPA и Pars Khodro под маркой Sepand. В 2002 году он был заменён на новый P.K, который внешне походил на Renault 5 второго поколения.

## Второе поколение
Второе поколение, называемое также Supercinq или Superfive (что переводится с французского и английского языков как «суперпять»), появилось в 1985 году. Хотя кузов и шасси были совершенно новые (на платформе Renault 9/11), автомобили имел знакомые черты 5 модели. Дизайнером был назначен Марчелло Гандини (Marcello Gandini). Новый кузов стал больше и шире, снизился коэффициент аэродинамического сопротивления (0,35) и расход топлива (4,10 л на 100 км при скорости в 89 км/ч). Самыми большими изменениями стали двигатель 9 и 11, а также менее сложная подвеска Макферсона.
R5 второго поколения получил новую модификацию — грузопассажирский фургон, известный как Renault Express. В Великобритании он продавался под индексом Renault Extra, в немецкоязычных странах — Renault Rapid. Он предназначался для замены фургона R4 F6, производство которого прекратилось в 1986 году.
Renault использовал наддув 1,7 л от моделей 9 и 11 с многоточечным впрыском топлива как дополнение к спортивному 1,4 л турбо. Получивший индекс GTE, он развивал мощность до 95 л/с (70 кВт). Версии Baccara и GTX имели 1,7 двигатель, кожаный салон, гидроусилитель рулевого управления, электрические стеклоподъёмники, люк на крыше, кондиционер с компьютерным управлением (последний устанавливался опционально).
К началу 1990-х годов модель начинает устаревать. В 1990 году она заменяется на Renault Clio, успешно продававшийся по всей Европе. Но производство R5 по-прежнему продолжается на заводе Revoz в Словении, где он получает название Campus. Производство окончательно прекращено в 1996 году. В 2005 году Renault Clio II вновь получает индекс Campus.

### Renault 5 GT Turbo
Версия «горячий хетчбэк» GT Turbo второго поколения серийно выпускалась с 1985 года. Двигатель — объёмом 1397 см³ с модифицированными четырьмя цилиндрами, восемью клапанами Cléon, турбонаддувом Garrett T2 с воздушным охлаждением. Весившая около 850 кг, мощностью 115 л/с (85 кВт), GT Turbo имела хорошее соотношение веса и мощности, что позволяло ей разгоняться до 100 км/ч за 7,1 секунд. Для отличия от базового 5, GT Turbo имела боковые пластиковые «юбки». Однако двигатель турбо имел проблемы с запуском и был трудноконтролируемым. Аналогичный двигатель использовался на Renault 9 и 11 Turbo.
В 1987 году запущен обновлённый Phase II, отличавшийся установкой водяного охлаждения, позволившего сберечь ресурс турбины, новой системой зажигания (до 500 об/мин и выше). Эти изменения позволили увеличить мощность двигателя до 120 л/с (88 кВт). Внешнее оформление автомобиля было обновлено (в их числе — новые бамперы и колёсные арки), коэффициент аэродинамического сопротивления понизился от 0,36 до 0,35. Phase II разгонялась до 100 км/ч за 7,5 секунд. В 1989 году GT Turbo получил новый интерьер, а в 1990 году выпущена модель Raider, доступная только в цвете «синий металлик». Производство прекращено в 1991 году, на смену модели пришли Clio 16v и Clio Williams.

### Кабриолет EBS
В 1989 году бельгийская фирма EBS выпустила кабриолет Renault 5, почти все имели руль с левой стороны. Всего произведено 1400 экземпляров, из них 14 — с правым рулём GT Turbo Phase II.

### Хронология
- 1985 год — введение R5 второго поколения — TC, TL, GTL, Automatic, TS и TSE с кузовом 3-дверный хетчбэк. TC имела 956 см³ двигатель (42 л/с), TL — 1108 см³ (47 л/с), GTL, Automatic, TS и TSE имели мотор 1397 см³ (60 л/с, 44 кВт), GTL с АКПП — 69 л/с (50 кВт), ТС и TSE с АКПП — 72 л/с (53 кВт). ТС и TL имели стандартную 4-ступенчатую МКПП, GTL, TS и TSE имели 5-ступенчатую МКПП (которая могла быть установлена также на TL); опционально могла устанавливаться 3-ступенчатая АКПП.
- 1986 год — введение двигателей F2N рабочим объёмом 1721 см³ для GTX, GTE (F3N) и Baccara.

### Двигатели
- C1C (689) 1,0 л (956 см³) рядный 4-цилиндровый; 42 л/с (31 кВт); максимальная скорость: 130 км/ч
- C1E 1,1 л (1108 см³) рядный 4-цилиндровый; 49 л/с (36 кВт); максимальная скорость: 150 км/ч
- C1J (847) 1,4 л (1397 см³) рядный 4-цилиндровый; 63 л/с (46 кВт); максимальная скорость: 155 км/ч
- C1J (784—788) 1,4 л (1397 см³) турбо рядный 4-цилиндровый; 115—120 л/с (85—88 кВт); максимальная скорость: 204 км/ч; 0-100 км/ч: 7,9-7,5 сек
- F2N 1,7 л (1721 см³) рядный 4-цилиндровый; 82 л/с; максимальная скорость: 170 км/ч; 0-100 км/ч: 8,9 сек

### Автоспорт
В 1989 году французский пилот Ален Орейль на переднеприводном Renault 5 GT Turbo, подготовленном по требованиям Группы N (минимальные отличия от серийной продукции), смог выиграть этап чемпионата мира по ралли в Кот-д’Ивуаре.